# 由余
由余（？—？），中国春秋时期幫助秦穆公成為霸主的大臣之一，原是中原晉國人，後奔入西戎成為綿諸國的大臣。

## 生平
綿諸王派由余出使秦國，秦穆公知其賢能，望能招攬由余。穆公用內史廖的策略，先將由余暫時留在秦國，並派人送女樂給綿諸王，使之不理政事，國政混亂。之後再讓由余返國，由余勸綿諸王卻不聽，最後終在秦國人的勸說和以禮相待之下投靠秦國，任為上卿。因他對於西戎地區的情形有較深入的認識，對後來秦穆公稱霸西戎有很大的幫助。
秦穆公三十七年（公元前623年），秦穆公采用由余的计策讨伐诸戎，最后使得秦国消滅十二個西戎小國，辟地千里。